# Termini Imerese
Termini Imerese er en italiensk by (og kommune) i regionen Sicilien i Italien, med omkring 24.920(2023) indbyggere.  
Blandt byens seværdigheder er flere ruinerne fra Romerriget bl.a. en akvædukt og et amfiteater, samt det græske tempel Sejrstemplet i oldtidsbyen Himera.